# NGC 6461
NGC 6461 este o galaxie spirală situată în constelația Dragonul. A fost descoperită în 18 septembrie 1884 de către Lewis A. Swift.